# جون بيلينغسلي
جون بيلينغسلي (بالإنجليزية: John Billingsley)‏ مواليد 20 مايو 1960 في وسائط، بنسيلفانيا، الولايات المتحدة، هو ممثل أمريكي بدأ مسيرته الفنية سنة 1988.

## الأعمال

### أفلام
- 2012 (2009)

### مسلسلات
- ستار تريك إنتربرايز (2001)
- الجناح الغربي (2001)
- ستارغيت إس جي 1 (2002)
- تحول: جواسيس واشنطن (2015) (بدور: صامويل تاونسند)

## روابط خارجية
- جون بيلينغسلي على موقع IMDb (الإنجليزية)
- جون بيلينغسلي على موقع روتن توميتوز (الإنجليزية)
- جون بيلينغسلي على موقع ألو سيني (الفرنسية)
- جون بيلينغسلي على موقع أول موفي (الإنجليزية)
- جون بيلينغسلي على موقع قاعدة بيانات الأفلام السويدية (السويدية)
- جون بيلينغسلي على موقع إن إن دي بي (الإنجليزية)
- جون بيلينغسلي على موقع قاعدة بيانات الفيلم (الإنجليزية)
- جون بيلينغسلي على موقع كينوبويسك (الروسية)